# Fernsehturm Dresden-Wachwitz

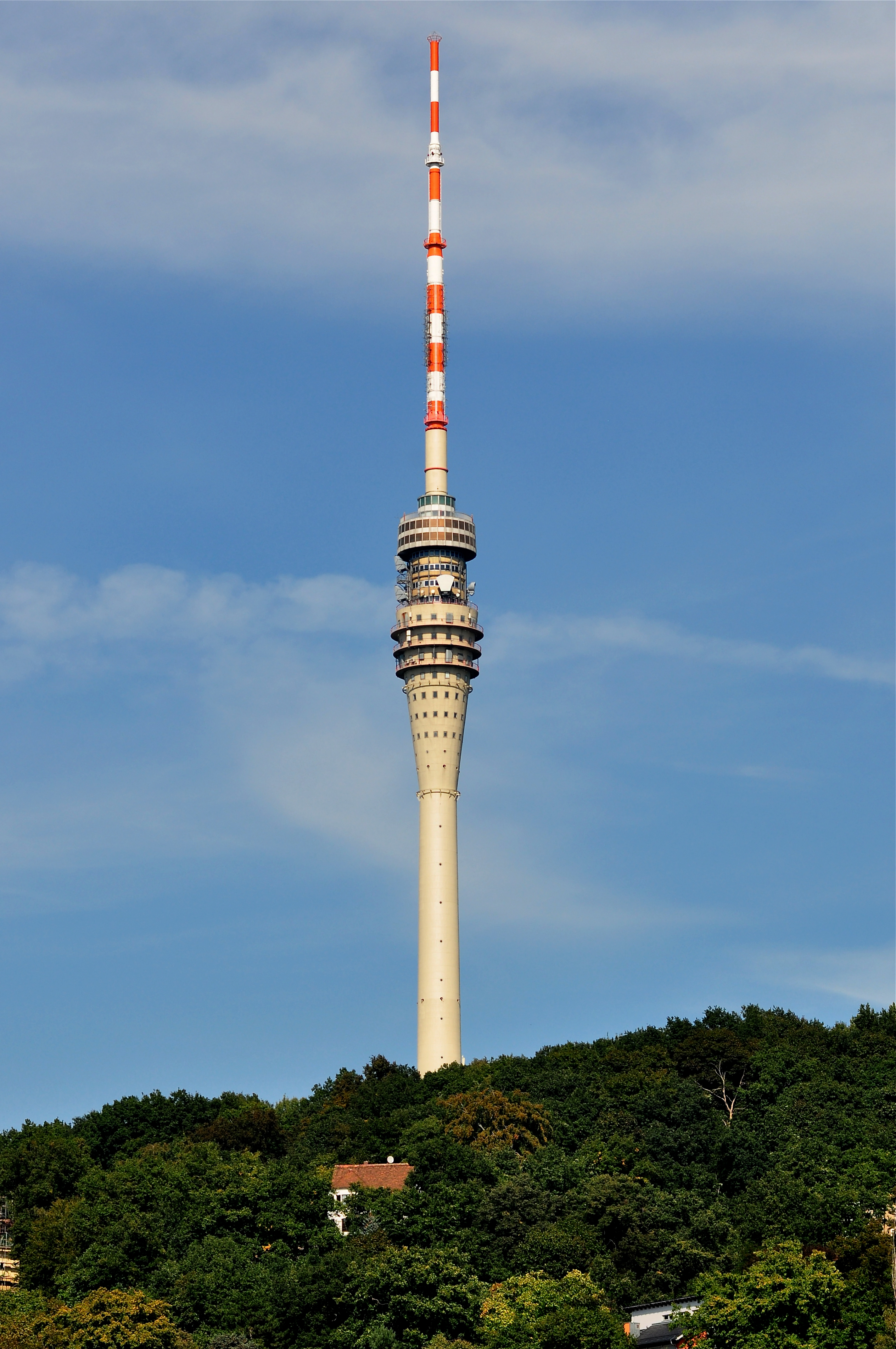
Fernsehturm Dresden-Wachwitz

Fernsehturm Dresden-Wachwitz foi construída em 1969 na cidade de Dresden, Alemanha. Tem 252 m (827 pés) e, até julho de 2019, é a 65.ª torre de estrutura independente mais alta do mundo.